# Неизвестный солдат (фильм, 2017)
«Неизвестный солдат» (фин. Tuntematon sotilas) — военный фильм финского режиссёра Аку Лоухимиеса.
Фильм является третьей версией экранизации одноимённого романа финского писателя Вяйнё Линна. При этом сценарист картины Яри-Олави Рантала утверждает, что она не имеет никакого отношения к двум предыдущим. «Неизвестный солдат» рассказывает о событиях Советско-финской войны, начиная с захвата Карелии и заканчивая подписанием мирного договора. На его основе создана пятисерийная телевизионная версия, ставшая одной из самых просматриваемых в течение первой недели.
Премьерный показ фильма в Финляндии состоялся 27 октября 2017 года, а за неполные три недели проката её посмотрело более 520 тысяч человек.
Фильм был приурочен к 100-летию независимости Финляндии.

## Сюжет
Во время советско-финской войны, в июле 1941 года пулемётный взвод получает приказ выдвигаться к советской границе. Несмотря на их неопытность, поначалу удача сопутствует финнам. Они захватывают Петрозаводск и продвигаются далеко вглубь советской территории. Однако война затягивается, а испытания становятся всё более суровыми. По мере их продвижения, солдатам становится понятна безнадёжность этой войны.

## В ролях
| Актёр               | Роль                                                  |
| ------------------- | ----------------------------------------------------- |
| Ээро Ахо            | капрал Антеро «Антти» Рокка                           |
| Йоханнес Холопайнен | капитан, ком.роты Йорма Карилуото                     |
| Юсси Ватанен        | лейтенант, ком.взвода Вильхо «Вилле» Йоханнес Коскела |
| Аку Хирвиниеми      | сержант Урхо Хиетанен                                 |
| Севери Сааринен     | капрал Лехто                                          |
| Ханнес Суоминен     | рядовой Ванхала                                       |
| Артту Капулайнен    | рядовой Суси                                          |
| Самули Ваурамо      | капитан, ком.роты Ламмио                              |
| Йоонас Саартамо     | сержант Йорьё Лахтинен                                |
| Юхо Милонофф        | рядовой Аарне Хонкайоки                               |
| Андрей Ален         | рядовой Рахикайнен                                    |
| Матти Ристинен      | майор, ком.бат. Сарастие                              |
| Макс Оваска         | лейтенант, ком.взвода Мяяття                          |
| Кими Вилккула       | рядовой Сихвонен                                      |
| Эйно Хейсканен      | рядовой Риитаойя                                      |
| Яркко Лахти         | рядовой Вийриля                                       |
| Аксели Коуки        | рядовой Сало                                          |
| Ээмели Лоухимиес    | рядовой Асуманиеми                                    |
| Элиас Гоулд         | рядовой Уккола                                        |
| Оскар Пёйсти        | сержант-майор Синкконен                               |

| Актёр                 | Роль                        |
| --------------------- | --------------------------- |
| Янне Виртанен         | подполковник Карьюла        |
| Пиркка-Пекка Петелиус | капитан, ком.роты Каарна    |
| Хеммо Карья           | рядовой Миелонен            |
| Эмиль Халльберг       | рядовой Кауконен            |
| Лео Хонконен          | рядовой Яловаара            |
| Робин Паккален        | рядовой Хаухия              |
| Бенъямин Клеметтинен  | рядовой Мянтинен            |
| Миро Апостолакис      | рядовой Вуорела             |
| Илкка Хейсканен       | рядовой Корсумяки           |
| Туркка Мастомяки      | рядовой Аутио               |
| Микко Коуки           | рядовой Корпела             |
| Микко Тёйси           | рядовой Мякиля              |
| Микко Ноусиайнен      | Командир снайперской группы |
| Антеро Вартиа         | военный пастор              |
| Паула Весала          | Лююти                       |
| Маркетта Тикканен     | Сиркка                      |
| Анника Стенвалль      | лотта Райли Котилайнен      |
| Диана Пожарская       | Вера                        |
| Ника Саволайнен       | Нина                        |

## История создания
Большая часть фильма была отснята на территории воинской части бригады Карелии в Векаранъярви. Последние батальные сцены на территории гарнизона Сантахамина проводились в начале октября 2016 года, а в съёмках, проходивших в октябре 2016 года в крепости Суоменлинна, участвовало до 250 человек (всего на участие в съёмках в качестве волонтёров подало заявки 14 тысяч человек).
Кинокомпания Elokuvaosakeyhtiö Suomi 2017 сообщила, что во время съёмок фильма погиб один из волонтёров, снимавшийся в роли кучера и случайно попавший под колёса повозки.
Для съёмок одного из эпизодов фильма съёмочная группа пригласила русскоговорящих детей 6—10 лет, в связи с чем в школах Финляндии были размещены соответствующие объявления.